# Balla con me (singolo)
Balla con me è un singolo del cantante italiano Riki, pubblicato l'11 agosto 2017.

## Video musicale
Il videoclip, diretto da Gaetano Morbioli, è stato pubblicato in concomitanza con il singolo sul canale YouTube del cantante.

## Tracce
1. Balla con me – 3:27